# Andreas Pfaltz
Andreas Pfaltz (* 10. Mai 1948 in Basel) ist ein Schweizer Chemiker (Organische Chemie). Er ist Professor für Chemie an der Universität Basel.
Pfaltz erwarb 1972 sein Diplom in Naturwissenschaften an der ETH Zürich und wurde dort 1978 bei Albert Eschenmoser in Organischer Chemie  promoviert (die Dissertation erhielt den Kern-Preis). Als Post-Doktorand war er 1978/79 an der Columbia University bei Gilbert Stork. Ab 1980 war er wieder an der ETH Zürich, ab 1987 als Privatdozent. 1990 wurde er Assistenzprofessor und 1993 Professor für Organische Chemie an der Universität Basel. 1995 wurde er Direktor am Max-Planck-Institut für Kohlenforschung in Mülheim an der Ruhr und leitete dort die Abteilung Homogene Katalyse. Seit 1999 ist er wieder Professor für Chemie in Basel.
Er befasst sich mit organischer Synthese, Metallorganischer Chemie, homogener und heterogener Katalyse, asymmetrischer Katalyse (das heisst Selektivität für einen der optischen Isomeren, wichtig für biologisch aktive Substanzen) mit chiralen Katalysatoren und kombinatorischen Methoden für die Suche (das Screening) nach Katalysatoren unter Verwendung von Massenspektrometrie.
Anfangs befasste er sich, beeinflusst durch seinen Doktorvater Eschenmoser, in den 1980er Jahren mit der Synthese Makrocyclischer Verbindungen wie Corrine und Porphyrine, die er dann als Liganden in der asymmetrischen Katalyse benutzte, zum Beispiel Corrine oder Oxazoline (Box-Liganden).
2003 erhielt er die Prelog-Medaille, 2003 den Horst-Pracejus-Preis, 1989 den Werner Preis der Schweizer Chemischen Gesellschaft, 2008 den Ryōji-Noyori-Preis, 2011 hielt er die Heilbronner-Hückel-Vorlesung und 2011 erhielt er den Yamada-Koga-Preis. 2002 war er Wilhelm Manchot Forschungsprofessor an der TU München.
Er ist Mitglied der Leopoldina (2011).

## Schriften
- mit Eric N. Jacobsen, Hisashi Yamamoto (Herausgeber) Comprehensive Asymmetric Catalysis, 3 Bände, Springer Verlag 1999 (Supplement 2004)